# Ognissanti in Via Appia Nuova (titre cardinalice)
 (mars 2024).
Si vous disposez d'ouvrages ou d'articles de référence ou si vous connaissez des sites web de qualité traitant du thème abordé ici, merci de compléter l'article en donnant les références utiles à sa vérifiabilité et en les liant à la section « Notes et références ».
La diaconie cardinalice de Ognissanti in Via Appia Nuova est érigée par le pape paul VI le 29 avril 1969. Elle est rattachée à l'église Ognissanti qui se trouve sur la via Appia Nuova dans le quartiere de l'Appio-Latino au sud-est de Rome.

## Titulaires
| - Giuseppe Paupini (1969-1979) ; titre pro illa vice (1979-1992) - Mikel Koliqi (1994-1997) - Alberto Bovone (1998) - Walter Kasper (2001-2011) ; titre pro hac vice (depuis 2011) |